# Flash (truyện tranh)
Flash (tiếng Việt: Tia chớp) là một nhân vật siêu anh hùng hư cấu xuất hiện trong truyện tranh Mỹ, phát hành bởi DC Comics. Nhân vật được tạo ra bởi Gardner Fox và Harry Lampert, Flash nguyên bản xuất hiện lần đầu tiên trong Flash Comics #1 (tháng 1 năm 1940).
Biệt danh "Scarlet Speedster", "Crimson Comet","The Blur" và "The Streak", tất cả hóa thân của Flash có "siêu tốc độ", trong đó bao gồm khả năng chạy, di chuyển một cách nhanh chống và khả năng phản xạ siêu phàm. Đến nay, có bốn nhân vật khác nhau — giả định danh tính của Flash gồm: Jay Garrick (1940–nay), Barry Allen (1956–1985, 2008–nay), Wally West (1986–2006, 2007–2012, 2013–nay) và Bart Allen (2006–2007).
Hóa thân thứ hai của Flash, Flash (Barry Allen), là một phần Silver Age của truyện tranh. Một bộ phim truyền hình mang tên The Flash do Grant Gustin thủ vai, được công chiếu trên CW vào ngày 7 tháng 10 năm 2014.